# Verbinding van de IJ-oevers

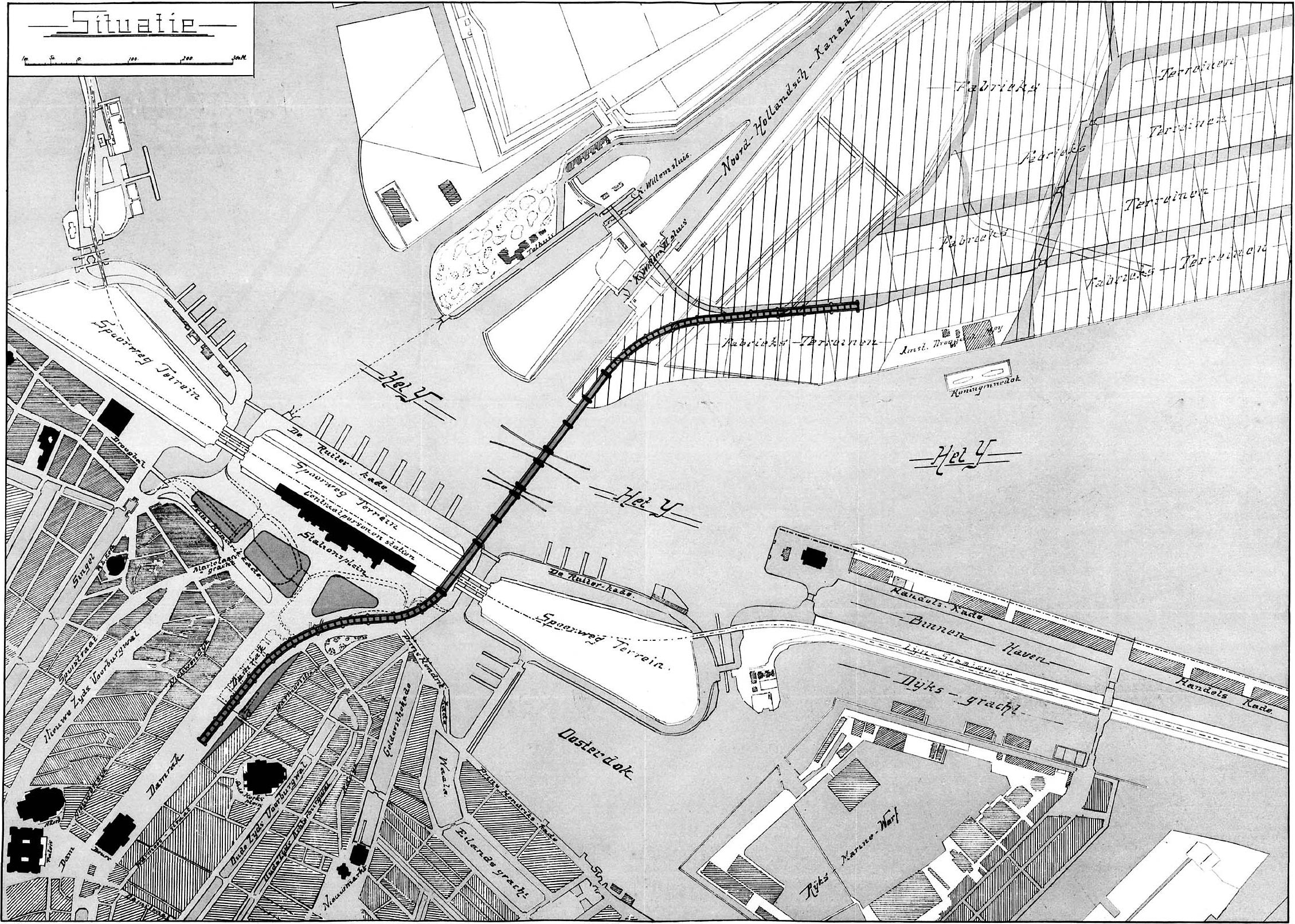
Ontwerp voor een brug over het IJ uit november 1895 van Adolf Leonard van Gendt (1835-1901).

Voor een verbinding van de IJ-oevers in Amsterdam zijn sinds halverwege de 19e eeuw diverse plannen geweest. Deze gingen in eerste instantie uit van een brug om zo een betere verbinding vanuit het centrum van Amsterdam met Amsterdam-Noord aan de noordelijke IJ-oever. De twee gebieden waren gescheiden door een zeearm van de Zuiderzee tot aan 1870 en daarna zorgde de rivier het IJ voor een natuurlijke barrière tussen Amsterdam-Noord, de rest van Noord-Holland ten noorden van het IJ en het Noordzeekanaal en de rest van Amsterdam.
De plannen voor een oeververbinding ontstonden doordat de gemeenten noordelijk van het IJ zoals Purmerend, Edam-Volendam, Monnickendam, Landsmeer, Oostzaan en Waterland zich economisch begonnen te ontwikkelen, en hun producten exporteerden naar Amsterdam. Dit ging eeuwen per boot over het IJ, maar door de toegenomen handel was er toen al een vraag naar een vaste verbinding over het IJ. Veel plannen in de vorm van een brug werden nooit uitgevoerd. Zo'n brug zou immers een enorm obstakel zijn voor een scheepvaartknooppunt als Amsterdam, met verbindingen naar het Noordzeekanaal, Noordhollandsch Kanaal, Amsterdam-Rijnkanaal en IJmeer.

## 1800 - 1899
Het oudste bekende plan dateert van 1839 toen de Monnickendamse aannemer Tijmon Kater een brug voorstelde die de boeren uit Waterland een gemakkelijker toegang tot de stad zou verlenen om hun melkproducten af te leveren.

### Jan Galmans voorstellen

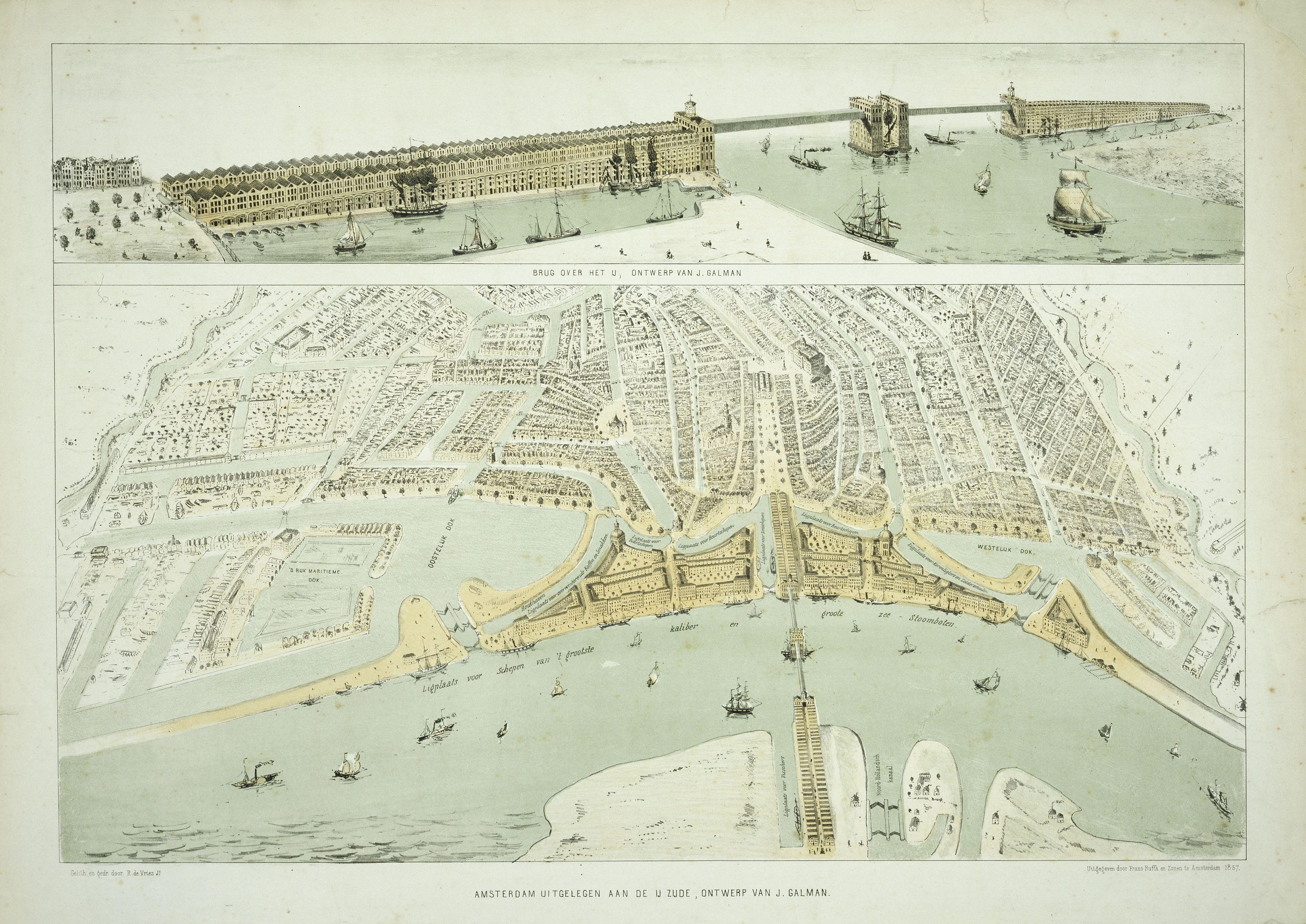
Ontwerp van Jan Galman uit 1857 voor een brug over het IJ.

Tussen 1851 en 1886 maakte de Amsterdamse aannemer Jan Galman (1807-1891) diverse ontwerpen voor een brug over het IJ bekend aan het gemeentebestuur. Zijn eerste voorstel uit 1851 bestond uit een grotendeels gemetselde en gedeeltelijk beweegbare brug over het IJ. Aan beide zijden van de brug zouden een rij pakhuizen en koopmanshuizen komen, zoals bij de Ponte Vecchio in Florence, om zo de exploitatie sluitend te krijgen. De pers reageerde positief, het gemeentebestuur echter niet. Zij gingen niet akkoord, immers was er geen behoefte doordat aan de noordzijde geen bebouwing was.
In 1869 kwam hij met een reeks nieuwe plannen, die inhielden dat naast de bouw van een brug ook de weilanden van Amsterdam-Noord ontwikkeld zou worden. De brug zou bestaan uit drie delen: in het midden een draaibrug, en aan de zijden twee basculebruggen. Twee poortgebouwen zouden de toegang bieden tot de brug, deze torens zouden worden opgetrokken in een stijl vergelijkbaar met de Tower Bridge in Londen. De grote zeeschepen zouden de draaibrug passeren, kleinere schepen konden door de basculebruggen varen. Als de brug open stond, konden de voetgangers via trappen in de poortgebouwen hoger oversteken. Het plan werd door het gemeentebestuur als radicaal beschouwd en daarmee verloor Galman zijn geloofwaardigheid.
Al zijn plannen zijn niet uitgevoerd omdat men bang was dat grote schepen te veel hinder zouden ondervinden van een brug. Ook was men bang dat de aanslibbing tegen de brugpijlers de verzanding van de haven zou verergeren. In deze tijd stond het IJ nog (tot in 1870) in open verbinding met de Zuiderzee.

## 1900 - 1999

### Johan van Hasseltkanaal
Rond 1906 kwam Johan van Hasselt met een plan voor de ontwikkeling van Amsterdam-Noord. Johan van Hasselt was een civiel ingenieur en directeur van de gemeentelijke Dienst der Publieke Werken en kwam met het plan om een Hoofdkanaal aan te leggen in Amsterdam-Noord, dwars door Buiksloterham en Nieuwendammerham. Dit kanaal zou de bocht in het IJ ter hoogte van het in 1889 geopende Centraal Station afsnijden. Door de aanleg van dit Hoofdkanaal zouden de belangrijkste vaarroutes door dit kanaal gaan. Als onderdeel van dit plan zou er door de ruimte die op het IJ vrij zou komen een oeververbinding over het IJ tussen de binnenstad en Noord geraliseerd kunnen worden. De plannen zijn echter nooit uitgevoerd, omdat voor de aanleg de Willem I-sluis in het Noordhollandsch Kanaal, die eigendom van het Rijk was, verplaatst zou moeten worden. Rijkswaterstaat zou de verplaatsing grotendeels voor haar rekening moeten nemen. Hier werd echter van afgezien en de twee uiteinden van het Kanaal konden nooit verbonden worden. Doordat de omlegging voor de scheepvaart niet is voltooid kwam er ook geen brug over het IJ. Als alternatief kwam er in 1910 een extra pontverbinding, het Valkenwegveer.
Vanaf 1910 werd begonnen aan de ontwikkelen van Nieuwendammerham, de grond werd in erfpacht uitgegeven voor woningbouw in de (Vogelbuurt), voor de aanleg van het Vliegenbos en voor de vestiging van industrie, en in 1919 werden het oostelijk en westelijk deel van het onvoltooide Hoofkanaal omgedoopt tot Johan van Hasseltkanaal (Oost en West). Op het niet gegraven deel en het inmiddels gedeeltelijk gedempte deel van het kanaal ligt nu de Johan van Hasseltweg met een brug over het Noordhollandsch Kanaal.

### Schellingwouderbrug
Wel kwam er in 1957 een brugverbinding over het Buiten-IJ aan de oostelijke rand van Amsterdam, in de vorm van de Schellingwouderbrug. Verder bleef Amsterdam-Noord afhankelijk van pontverbindingen voor het verkeer met de rest van de stad.

### IJtunnel
Vanaf 1956 werd gebouwd aan de IJtunnel. Deze werd in 1968 voor autoverkeer geopend en verminderde het isolement van Amsterdam-Noord. Fietsers en voetgangers bleven aangewezen op de ponten. De pont (Valkenwegveer) naar de Nieuwendammerham is er in gewijzigde vorm nog steeds en heet nu IJpleinveer.

## 2000 - heden

### Sprong over het IJ
De gemeente Amsterdam heeft in 2015 het platform "Sprong over het IJ" gestart waarbij wordt onderzocht hoe de oevers van het IJ zich nog beter kunnen verbinden. De meeste verbindingen bestaan nu voor het autoverkeer door middel van tunnels die voor fietsers en voetgangers niet toegankelijk zijn. Zij zijn aangewezen op de diverse veerverbindingen. Deze veren naderen hun maximale capaciteit en zij varen niet frequent genoeg om het toegenomen fiets- en voetgangersverkeer tussen Centraal Station en Amsterdam-Noord in de spitsuren te verwerken. Er wordt verwacht dat het reizigersaantal van 80.000 per dag kan groeien naar 130.000 reizigers per dag in 2030. Hiervoor heeft het platform Sprong over het IJ een scala aan maatregelen onderzocht. Uiteindelijk is er voorstel met een pakket van vijf maatregelen uitgekomen om de verbinding over en onder het IJ te verbeteren. De maatregelen bestaan uit:
- Meer en grotere veren, Fietsbrug Noordhollandsch Kanaal en verplaatsing Pontplein Zuid
- Metrostation Sixhaven
- Javabrug
- Stenen Hoofdverbinding
- Voetgangerspassage

Daarbij werden het meest kansrijk geacht de verbindingen van de Sumatrakade op het Java-eiland, naar de Boorstraat (in het verlengde van de Jan Schaeferbrug) op het bedrijventerrein Hamerstraat in Amsterdam-Noord, dat ontwikkeld wordt tot het woon-werkgebied Hamerkwartier, door middel van de Javabrug, en de andere verbinding tussen het Stenen Hoofd aan de Westerdoksdijk en de Grasweg in Buiksloterham.
Om op den duur alternatieven voor de overvolle ponten te kunnen bieden spraken burgemeester en wethouders in januari 2017 hun voorkeur uit voor een brug tussen het Java-eiland en de Boorstraat (zie Javabrug). Een tweede brug tussen het Stenen Hoofd en de Grasweg zou pas op lange termijn aan de orde komen. Voorts wilde men het station Sixhaven aan de Noord/Zuidlijn alsnog afbouwen. Ook wordt nog een studie verricht naar een mogelijke fiets- en voetgangerstunnel in de buurt van het Centraal Station. Maar eerst zal op kortere termijn geïnvesteerd moeten worden in meer ponten over het IJ.

#### IJbaan
De IJbaan is het plan tot het realiseren van een kabelbaan over het IJ. Het idee voor de Kabelbaan is ontstaan uit een burgerinitiatief uit 2014. Er werden eerst twee locaties geopperd. De eerste locatie bevond zich achter het Centraal Station, ter vervanging van het IJpleinveer, waar de Javabrug gerealiseerd zou worden. De tweede kabelbaan kan het terrein van het NDSM terrein met de Minervahaven verbinden, met een mogelijke verlenging naar Sloterdijk. De laatste variant is onderzocht en blijkt haalbaar voor een geschat bedrag van 90 miljoen euro.

#### Veerverbindingen

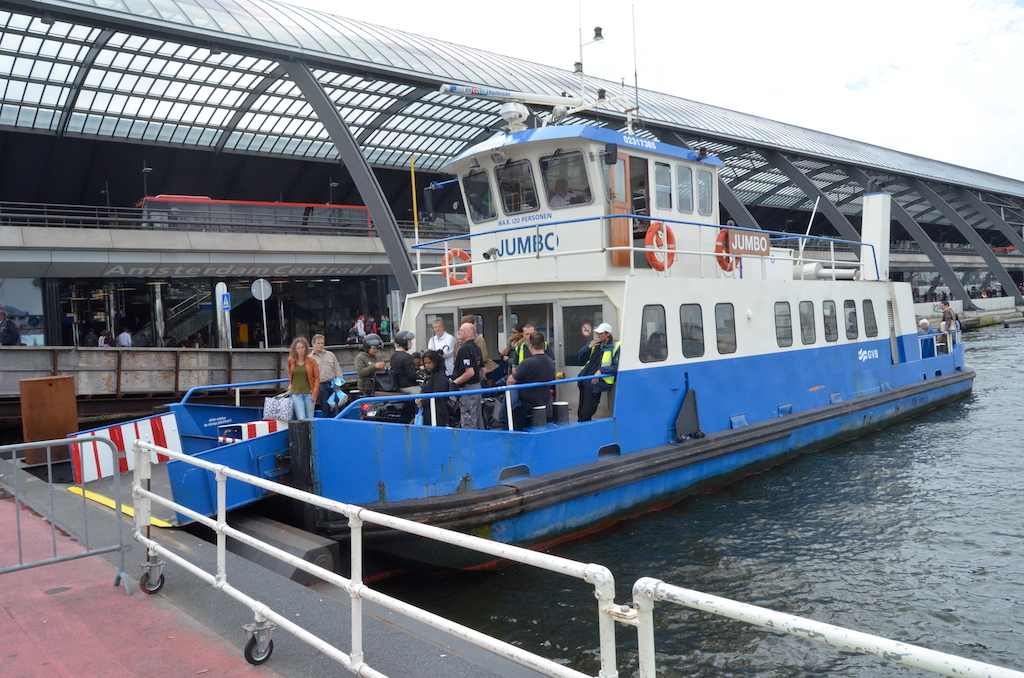
Aanlegsteiger van het IJpleinveer aan de De Ruijterkade (tot 2022).

In maart 2014 kwam er een nieuwe pontverbinding bij, het Oostveer. deze veerverbinding vaart tussen het oostelijk einde van de Johan van Hasseltweg en het Azartplein in het Oostelijk Havengebied, waarmee er een kortere verbinding is gekomen tussen Amsterdam-Noord en -Oost.
In 2017 maakten dagelijks 50.000 mensen gebruik van de ponten over het IJ. Er wordt verwacht dat in 2030 dat aantal verdubbeld zal zijn tot 80.000 à 100.000 reizigers per dag. Daarom werden als eerste maatregel uit het pakket van Sprong over het IJ vanaf 2016 tien nieuwe, grotere pontveren in de vaart genomen. Deze zijn een stuk zuiniger dan eerder gebouwde veren en gebruiken schonere brandstof. Daarnaast is van het IJpleinveer het zuidelijke pontplein in 2022 verplaatst van het Centraal Station naar het oostelijke gedeelte van De Ruijterkade, in het verlengde van de Oostertoegang. Het veer kan daardoor sneller en vaker oversteken. Aan de noordkant is er in 2023 een nieuwe brug gebouwd over het Noordhollandsch Kanaal, 150 meter ten noorden van de Willem I sluis. Daardoor is er vanaf Overhoeks een snellere verbinding ontstaan richting het IJplein en de Meeuwenlaan.

#### Metrostation Sixhaven

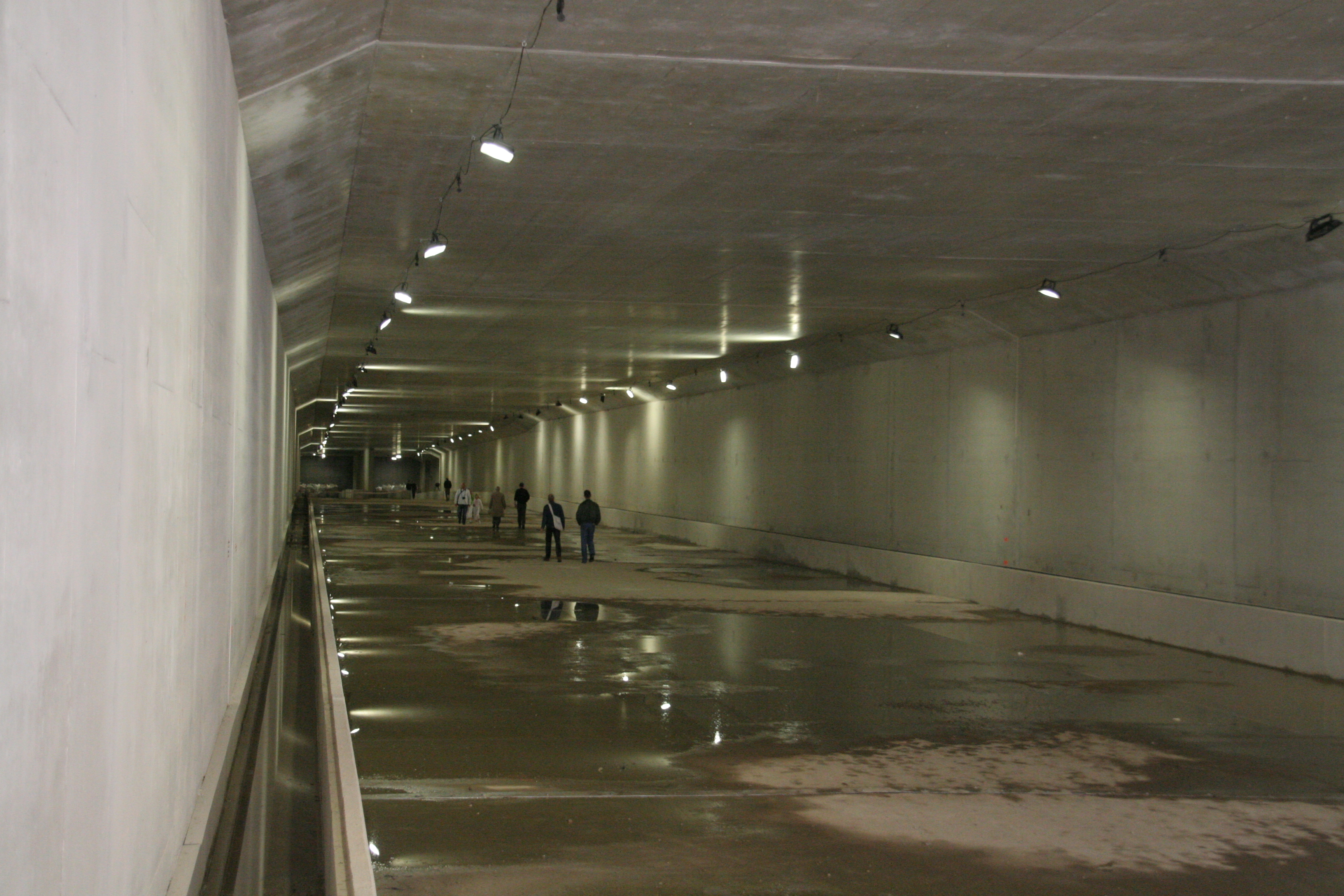
Metrotunnel onder de Sixhaven. Met een tunnelbreedte van ongeveer 15 meter is er ruimte voor een eventueel toekomstig station of een splitsing van de Noord/Zuidlijn richting Zaandam.

De tweede maatregel uit het pakket is het voltooien van het in ruwbouw aanwezige metrostation Sixhaven aan de Noord/Zuidlijn. Het metrostation is gelegen bij de gelijknamige Sixhaven, direct aan de noordelijke IJ-oever. Reizigers die anders uitstappen op Centraal Station om de pont naar Noord te nemen zouden dan gebruik kunnen maken van station Sixhaven. Voor dit station werden zo'n 7.000 à 11.000 reizigers per dag verwacht. Als tot de aanleg van het station zou worden besloten zou de bouw in 2021 beginnen. Omdat de Noord/Zuidlijn vol in bedrijf is werd er gekeken of de werkzaamheden uitgevoerd kunnen worden in drie zomers gedurende zes weken met een aangepaste dienstregeling, zodat de hinder voor reizigers zou worden beperkt. Het metrostation zou dan naar verwachting tussen 2023 en 2025 klaar kunnen zijn.
In januari 2021 werd bekend gemaakt dat de gemeente Amsterdam afziet van de (af)bouw van het metrostation Sixhaven. De sterk gestegen kosten hiervoor, in relatie tot het afgenomen urgentie van de bouw van het metrostation, zijn hier oorzaak van. In 2017 werden de kosten nog op circa 45 miljoen euro geschat, in 2021 was dit bedrag gestegen tot 150 miljoen euro, exclusief BTW. In 2003 werd de bouw al uitgesteld wegens de (te) hoge kosten, toen nog 30 miljoen euro.

#### Oostbrug / Javabrug
De derde maatregel uit het pakket omvat het plan om een brug te realiseren tussen het Java-eiland en de Boorstraat (in het verlengde van de Jan Schaeferbrug), in het te ontwikkelen woon-werkgebied Hamerkwartier aan de Noordelijke IJ-oevers. Het ministerie van Infrastructuur en Waterstaat, het Havenbedrijf Amsterdam en Centraal Nautisch Beheer Noordzeekanaalgebied zijn tegenstanders van een of meer bruggen over het IJ, aangezien dit belemmeringen voor de binnenscheepvaart oplevert en ook gevaarlijke situaties zou kunnen opleveren. Ook de ligging van de Passagiers Terminal voor cruiseschepen is problematisch in relatie tot de plannen voor bruggenbouw. De in 2018 door gemeente gepresenteerde zes varianten voor een brug bij het Java-eiland werden alle afgekeurd op de veiligheid voor de scheepvaart. Een 'deskundigenpanel' moest nu advies geven hoe het verder moet.
De 'deskundigen' kwamen er niet uit: de tegengestelde belangen tussen de gemeente Amsterdam en de scheepvaart leidden niet tot een aanvaardbare oplossing, zodat in november 2019 de bouw 'voorlopig' met vier jaar werd uitgesteld: de oplevering die eerst voorzien was voor 2025 wordt nu 'op zijn vroegst 2029'.
Op basis van een advies van de Commissie-D'Hooghe besloten B en W van Amsterdam in februari 2021 de Javabrug niet te bouwen. Wel komen er twee brugverbindingen aan de oostkant en de westkant van het IJ. De eerste daarvan zal de Oostbrug zijn die is voorzien op het Azartplein.

#### Stenen Hoofdverbinding
Ten westen van het Centraal Station ligt het Stenen Hoofd, een voormalige havenpier. Door de ligging van de landtong zou deze als locatie kunnen dienen voor een vaste verbinding met de Grasweg in Amsterdam-Noord. Hoe die verbinding eruit zou komen te zien, is niet bekend. De verbinding zou kunnen gaan bestaan uit een brug, maar een tunnel is ook mogelijk.

### Commissie-D'Hooghe

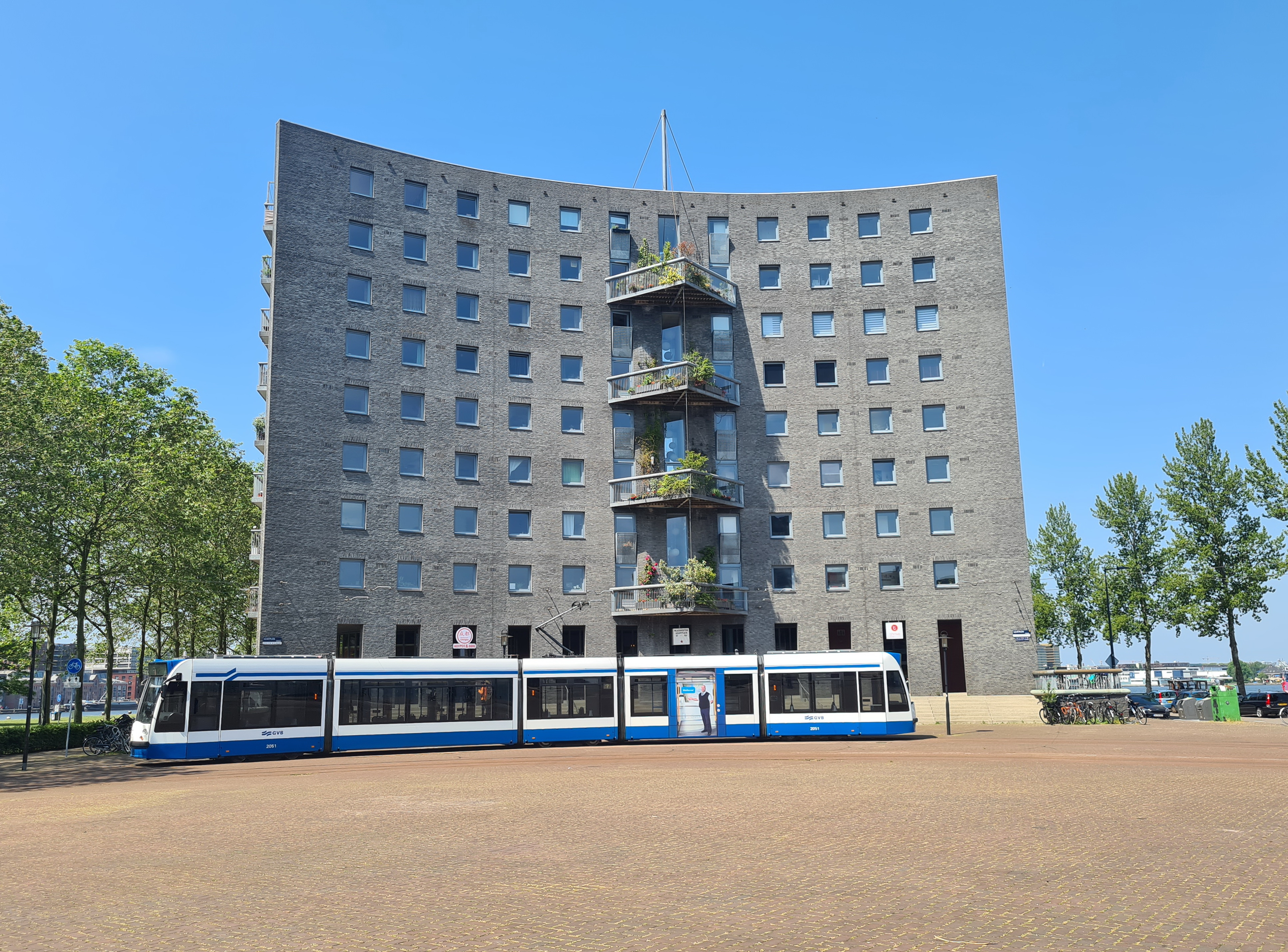
Het Azartplein, waar de zuidelijke oprit van Oostbrug zou komen, met het woongebouw Wladiwostok en het eindpunt van tramlijn 7; 2023.

In juni 2019 werd, mede door de conflicten tussen rijk en gemeente over de Javabrug, een onafhankelijke commissie aangesteld onder leiding van de Belgische hoogleraar Alexander D'Hooghe. Deze commissie oeverbindingen werd gevraagd om advies uit te brengen over alle oeververbindingen voor langzaam verkeer in Amsterdam binnen de ring A10. In december 2019 schreef de commissie al een tussenrapportage. Daarin werd een negatief advies gegeven voor de kop van het Java-eiland als bruglocatie.
Op 26 juni 2020 kwam de commissie met haar eindrapport. In dat rapport wordt gesproken over meerdere nieuwe en verbeterde verbindingen over het IJ:
- Twee nieuwe bruggen voor fietsers en voetgangers, later eventueel ook aan te passen voor bussen en trams. Één oostelijk tussen de Johan van Hasseltweg en het Azartplein, doorgetrokken tot het Rietlandpark. Deze wordt ook wel aangeduid als de 'Oostbrug'. De andere westelijk tussen het NDSM terrein en de Haparandadam, in de buurt van het REM-eiland (de 'Westbrug').
- Twee nieuwe pontverbindingen. Een tussen het Hamerkwartier en de Kop van het Java-eiland. De andere tussen de Sluisbuurt (op Zeeburg) en Sporenburg.
- Een nieuwe voetgangerstunnel bij het Centraal Station.
- Een verbreding van de bestaande Amsterdamsebrug om de nieuwe Sluisbuurt op Zeeburg en de wijken op IJburg beter te ontsluiten.

De oostelijke brug zou iets ten westen van het Kompaseiland het IJ oversteken, waar ook extra ligplaatsen voor boten kunnen worden gecreëerd. De verkeersstromen vanaf de brug zouden niet worden geleid over de bestaande Blauwehoofdbrug, maar over een nieuwe brug over de IJhaven. Zowel de oversteek bij de drukke Piet Heinkade als de route verder via de Czaar Peterstraat (die niet is berekend op zoveel verkeer) zullen nog een uitdaging worden. Volgens de commissie zijn de uitdagingen van deze brug dan ook vooral op het land te vinden en minder op het water.
De commissie vermelde ook wat het gevolg zou zijn van haar adviezen en wat ze niét als advies geeft:
- De Passenger Terminal zou verplaatst worden naar de Coenhaven.
- Een kabelbaan zou niet voldoende capaciteit hebben voor structurele oplossingen, maar wel goed aansluiten bij de nieuwe Passenger Terminal in de Coenhaven.
- De IJ-tunnel is geen geschikt alternatief voor fietsverkeer: de hellingen zijn te steil voor veilig gebruik. Daarnaast is het lastig om én fietsverkeer in te passen én de tunnel goed open te houden voor hulpdiensten.
- De Oranjewerf zou moeten sluiten bij aanleg van de Oostbrug op de geplande locatie bij het Azartplein.

Op basis van het advies van de Commissie-D'Hooghe besloten B en W van Amsterdam in februari 2021 de Javabrug niet te bouwen. Wel komen er twee brugverbindingen aan de oostkant en de westkant van het IJ (bij het Azartplein en bij de Haparandadam) en een voetgangerstunnel achter het Centraal Station. De Passenger Terminal gaat niet de stad uit, maar verhuist naar de Coenhaven.
Als eerste adviseert de commissie de Oostbrug aan te leggen, alsmede het opstarten van de extra pontverbindingen.

#### Oostbrug

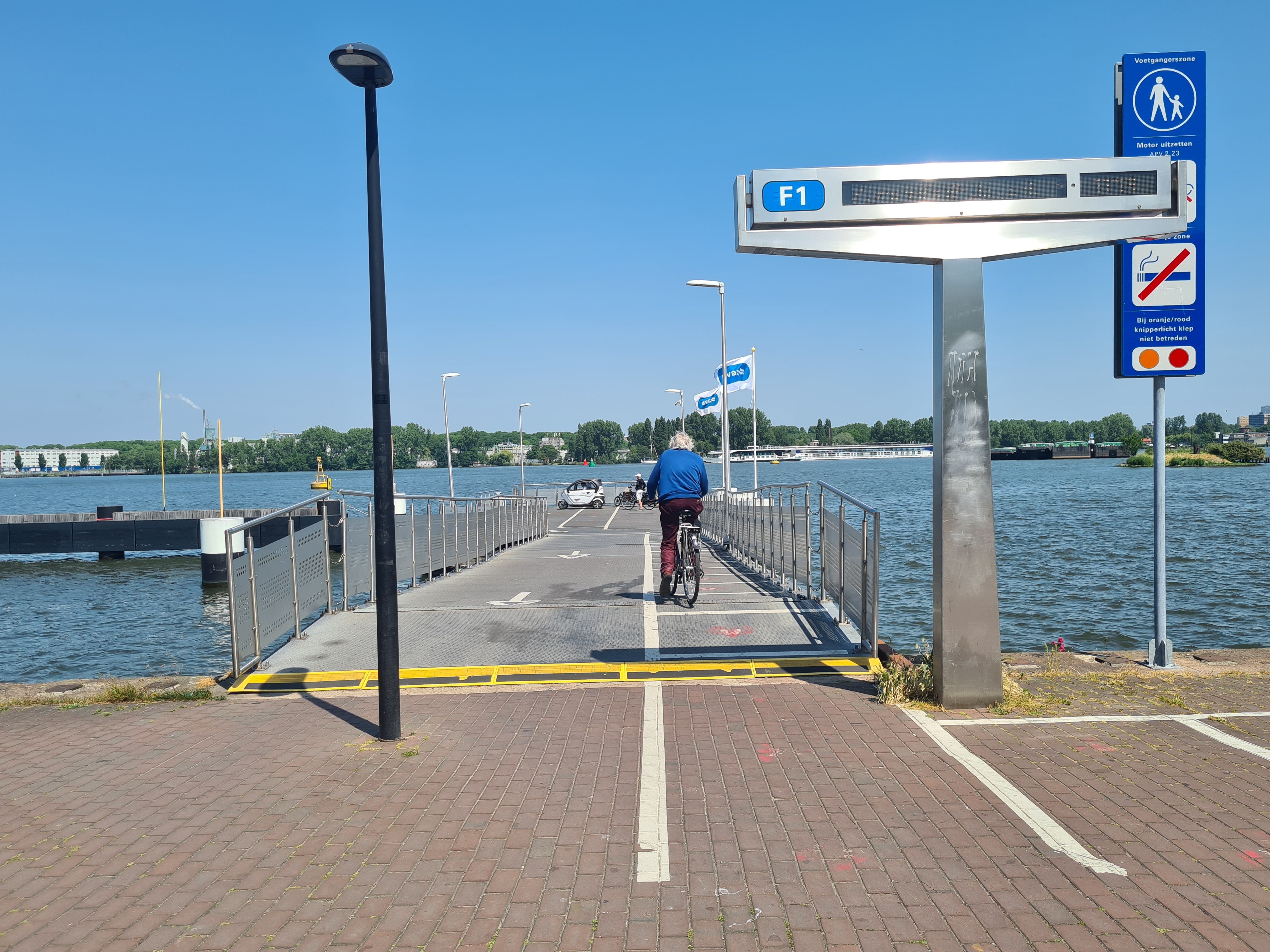
Steiger van de pont bij het Azartplein, grofweg de plek waar de nieuwe Oostbrug zal komen.

In het voorjaar van 2023 reserveerde de gemeente Amsterdam 100 miljoen euro voor de bouw van de Oostbrug voor fietsers en voetgangers, de Vervoerregio Amsterdam zou ook 100 miljoen euro bijdragen. Voor de totale bouwkosten van 300 miljoen euro moet nog een resterend bedrag van 100 miljoen euro worden gevonden. De bouw zou op zijn vroegst in 2026 kunnen beginnen en in 2032 voltooid kunnen zijn.
In mei 2024 bleek dat de bouwkosten zullen stijgen naar minimaal 320 miljoen euro en de voltooiing niet voor 2034 is te verwachten. Ook zijn er extra complicaties in het water: de vaargeul moet worden verlegd en ligplaatsen voor schepen moeten worden verplaatst.
In juli 2024 bleek dat de gemeente Amsterdam en de Vervoerregio Amsterdam beiden 150 miljoen euro willen bijdragen, dat is ieder de helft van de in 2023 begrote 300 miljoen euro.